# Eusterinx kurilensis
Eusterinx kurilensis är en stekelart som beskrevs av Humala 2004. Eusterinx kurilensis ingår i släktet Eusterinx och familjen brokparasitsteklar. Inga underarter finns listade i Catalogue of Life.